# Heinkel He 119
Heinkel He 119 − eksperymentalny dwumiejscowy samolot rozpoznawczy.  Łącznie zbudowano osiem samolotów tego typu, jeden z nich ustanowił ówczesny rekord prędkości.  Jeszcze przed rozpoczęciem II wojny światowej prowadzono prace mające na celu zmianę jego funkcji na samolot bombowy, ale zostały one zarzucone tuż po rozpoczęciu wojny.